# Gund (entreprise)
 (février 2021).
Le contenu est difficilement compréhensible vu les erreurs de traduction, qui sont peut-être dues à l'utilisation d'un logiciel de traduction automatique.
Gund est un fabricant d'animaux en peluche. La société est basée à Edison dans le New Jersey et distribue à travers les États-Unis, le Canada ainsi qu'en Europe, au Japon, en Australie et en Amérique du Sud. Gund est actuellement dirigée par la troisième génération de la famille propriétaire Bruce Raiffe dont le grand-père de Jacob Swedlin a acheté la société au fondateur, Adolph Gund en 1925.
La société est connue pour sa gamme d'ours en peluche et détient ou a détenu des accords de licence avec des entreprises telles que la Walt Disney Company, Sesame Street, Uglydolls, Boo, le chien le plus mignon du monde, Chat Grincheux, et Pusheen. Elle a remporté de nombreux prix au cours de ses 125 ans et est aussi le visage de l'un des timbres de l'United States Postal Service.

## Histoire

### 1898-1925 (Formation par la retraite d'Adolf Gund)
Gund a été fondée en 1898 par Adolf Gund. Il est né en Allemagne et a résidé à Norwalk, dans le Connecticut, avant de s'installer dans la ville de New-York,. Il a commencé Gund en construisant un petit jouet avant la fondation de la nouvelle société qui a été constituée sous le nom de Gund Manufacturing Company en 1910. Dans les premières années d'activités, Gund  a utilisé GEE comme étant le slogan de l'entreprise dans la publicité sur les étiquettes des produits. Gund produit ses premiers produits en usine autour de la ville de New-York. Il s'est déplacé d'un endroit à partir de son expansion, un démarrage sur la Troisième Avenue et éventuellement de passer à la Neuvième Rue en 1922. Les mouvements ont tous été invité par la nécessité pour les grandes fabrications trimestres.
Au début des années 1900, Gund a reçu de nombreux brevets et mis en place divers mécanismes dans les jouets en peluche. Une fois cette innovation réalisée, cette dernière a été décrite comme « innovante ». La conception d'un mécanisme destiné à être placé à l'intérieur de l'animal en peluche qui servirait à le faire sauter, de le « porter à la vie ». Un autre brevet pour un pied un mécanisme qui a permis la peluche à pied. L'une des sociétés les plus remarquables de brevets était pour une "ride sur le canard", qui est un canard pour les enfants monter sur. Il avait des roues qui a opéré un travail de canard projet de loi qui déplaçait vers le haut et vers le bas comme les roues tournées. La tour-sur canard a été produit par Gund pendant environ 10 ans, à compter de 1912. Gund a également obtenu de nombreux autres brevets pour des jouets tels que la liquidation de la marche en peluche, de la danse, des jouets, et la marche des jouets.
Gund créé la plupart des normes de l'industrie dans ses premières années, y compris les normes de sécurité et les procédés de fabrication des jouets Il a continué à commercialiser ses produits sous le nom de GEE, jusqu'à la fin des années 1920, comme en témoignent les différentes publicités de Jouets et jouets autres magazines. La société a finalement été vendue quand Adolf Gund prit sa retraite en 1925.

### 1925-1968 (Nouveau propriétaire et  expansion de l'entreprise)
Pendant les premières années de la compagnie, Adolf Gund a été le mentor de Jacob Swedlin, un immigrant russe arrivé aux États-Unis en 1907. Gund a enseigné à Swedlin les tenants et les aboutissants de l'entreprise. Lorsque Gund prit sa retraite en 1925, il a vendu la société à Swedlin pour le prix de 1 500 $. Swedlin a invité ses frères Abe et Jean avec la société, qui a commencé une expansion rapide. Jacob a supervisé la conception et de la production, Abe a agi en tant que directeur financier, et Jean était chargé des ventes et des promotions.
Les plus notables peluches Gund sont produites dans les années 1930, notamment sa ligne de Lapins de Pâques qui continue d'être l'un de ses produits les plus populaires. Elle a également introduit des « chiots sacs à main », un animal en peluche en forme de chien qui pouvait également servir comme un sac à main. Gund est également devenue le premier possesseur des licences de personnages de dessins animés, la production de jouets en peluche comme Popeye, Mickey Mouse, Félix le Chat, ou Tigrou. Sa relation avec Walt Disney Company a commencé en 1947 et a contribué à l'expansion de Gund. L'accord avec Disney a permis à Gund d'être le fournisseur de tous les grands jouets vendus aux États-Unis sous licence Disney.
Dans les années 1940, Gund reçut l'enregistrement de la marque pour les deux versions de ses logos, qui peuvent tous deux être vus sur ses produits pendant cette période. L'un des logos était un bas-de-casse « g » avec des oreilles de lapin qui est devenu synonyme de la société et de ses produits. La popularité du logo a suscité la création d'un nouveau personnage en peluche connu comme « Gundy ». Gundy est devenue la mascotte de la compagnie.

### 1969-1990 (Poursuite de l'expansion et de la famille Raiffe)
En 1969, Gund était devenu dépendant de son accord de licence avec Disney pour la majorité de ses activités. Herbert Raiffe, le fils de John Swedlin, est devenu le président de l'entreprise en 1969, après Swedlin passage. Raiffe a commencé à se déplacer Gund loin de ses accords de licence et l'accent de conception interne. La société a lancé de nouveaux produits et notamment le "Sac Plein de Rires", un mécanisme placé dans un tissu de sac et cousu dans une peluche.
Durant les années 1970, Gund élargit sa gamme de produits en libérant des jouets et peluches populaires dans d'autres pays et notamment Gonk jouets. En 1972, Gund a pu se développer à nouveau grâce à Ling-Ling et Hsing-Hsing, deux ours pandas donnés aux États-Unis partent la Chine dans le cadre de la diplomatie du panda. L'industrie avait une énorme demande pour les pandas en peluche ce qui a permis à Gund de devenir les leaders de la fabrication et de la distribution. Raiffe a été crédité par des publications telles que Forbes pour Gund efforts de commercialisation de peluches.
Les années 1980 ont vu l'une des plus éminentes campagnes de promotion publicitaires de l'entreprise, intitulée « Gotta Getta Gund. La campagne est couronnée de succès car elle a contribué à faire de Gund l'une des entreprises de jouets les plus reconnues aux États-Unis. Durant cette décennie, Gund a également élargi l'éventail de ses ours en peluche, libérant son collectionneur de la série des ours appelés la Collecte des signatures. Chaque ours a été signé par les Rita Raiffe, Gund étant Directeur de la Conception, et vendu en quantité limitée. En 1986, Gund sort plus de 60 nouveaux éléments, le plus grand nombre depuis que la société a été formée.

### 1990-2014 (100eAnniversaire et timbre-poste)
En 1993, Bruce Raiffe est devenu Président de Gund. Avant cela, il a servi comme Directeur du Marketing et plus tard vice-président,.
Gund a célébré son 100e anniversaire en 1998 dans le cadre de la célébration, Gund a recueilli 100 000 dollars pour quatre organismes de bienfaisance pour enfants. L'ours a été l'un-d'un-aimable et acheté par Yoshihiro Sekiguchi qui l'a placé dans l'une des trois ours en peluche dans un musée qu'il possédait au Japon. C'était le 100e anniversaire de la Theodore Roosevelt "teddy bear" qui a permis à Gund de passer à la prochaine étape. En 2002, l'United States Postal Service a utilisé 1948 ours en peluches Gund à la grâce d'un timbre 37 cents en l'honneur de l'événement.
Gund conclu un accord de licence avec Sesame Street en 2003.

### 2008-présent (Achat par Enesco et au-delà)
Gund a été acheté par Enesco, le fabricant d'articles-cadeaux, connue pour sa ligne de Précieux Moments de figurines Gund rejoint Dans l'autre récemment acheté des marques incluant Boyds Bears, Our Name is Mud, philoSphie's and Jubilee Art. Bruce Raiffe est resté avec la société sur un consultant de type de base, mais il est revenu en 2011 quand il a été de nouveau nommé président de Gund.
Gund a continué à tirer sur les nouveaux accords de licence après avoir été acheté par Enesco. L'un des plus notables est celle de la Uglydolls, ligne de jouets en peluche qu'il a signé en 2012. La même année, il a signé un accord pour Boo, le Monde est plus Mignon Chien. Il a également ajouté Grumpy Cat en 2013 et Pusheen en 2014,.
Gund est allé par le biais de la nouvelle image à la fin de 2015. Il inclut un nouveau logo, qui reflète sa signature, des jouets en peluche. Ce nouveau système d'identité a été conçu par un NYC numérique, l'image de marque de l'agence de Cynda Media Lab, et il a reçu plusieurs prix nationaux et internationaux, y compris 2016 Arts de la Communication Conception Prix Annuel, 2017 COMMENT Logo Design Award, 2017 if Design Award, et en 2017, Un customers'design Award. Il a également publié plus de 200 nouveaux éléments dans le cadre de sa campagne de 2016. C'était à la fin de 2015 qui Enesco a été acheté par les fonds de private equity Balmoral Fonds.
Gund de la campagne la plus récente est un organisme de bienfaisance qui consiste à "donner à croquer de la joie aux enfants dans le besoin, et d'intégrer les médias sociaux avec le hashtag #howdoyouhug

## Produits
Gund est le fabricant de la peluche animaux en peluche. Il se vend plus de 1500 produits, y compris Gund, Baby Gund, Gund Ours Gund Enchifrènement ours en peluche, et Gund de Vacances. Gund est connu pour sous-farce de leurs produits pour les rendre plus malléables que les ours en peluche l'Un des Gund les plus populaires de l'ours est Enchifrènement, une peluche, la société a lancé en 1981. Enchifrènement a été l'un des premiers plushes pour contenir doux farce qui a commencé une tendance dans l'industrie. Certains produits les plus populaires de Gund sont les  Philbin, Peek-a-boo bear, Courageuse, Ma Première Peluche, Sesame Street Elmo, ainsi que Durius, Gab et Gaby.

## Prix et nomination
Gund a reçu de nombreuses récompenses tout au long de l'histoire de l'entreprise, y compris de multiples Tillywig prix et American International Toy Fair awards.
- 2016 Tillywig Prix - Sleepy Mer Apaisante De La Tortue[30]
- 2016 Plaisir Tillywig Prix Flappy l'Éléphant
- 2016 Plaisir Tillywig Prix - Rock A Bye Ours
- 2015 TOBY Industrie Choice Award — Big Boe
- 2015 TOBY Industrie Choice Award — Roswel
- 2015 TOBY people's Choice Award — Big Boe
- 2014 TOBY Industrie Choice Award — Cannoli à la Crème